# BMW K1600

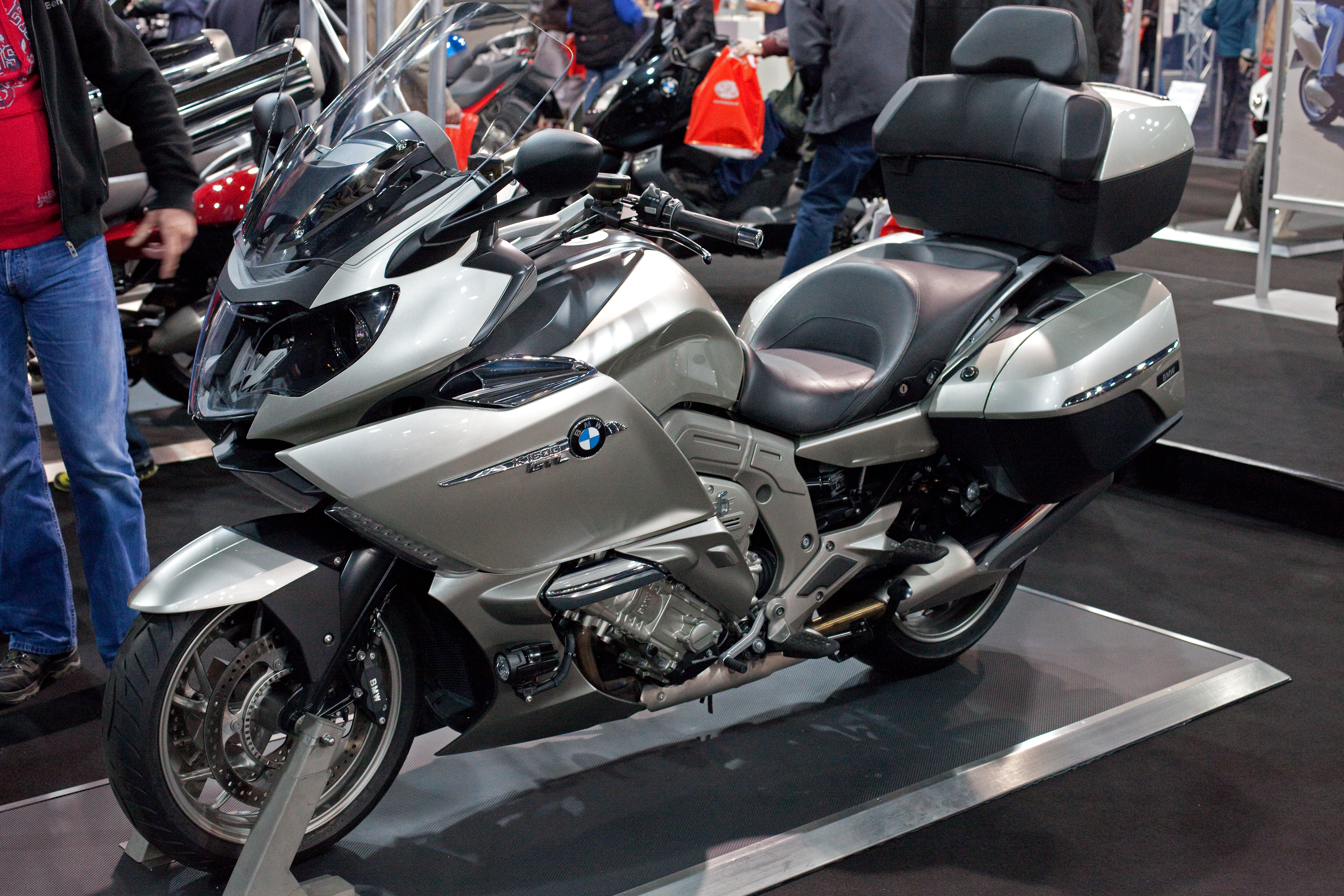
BMW K 1600 GTL

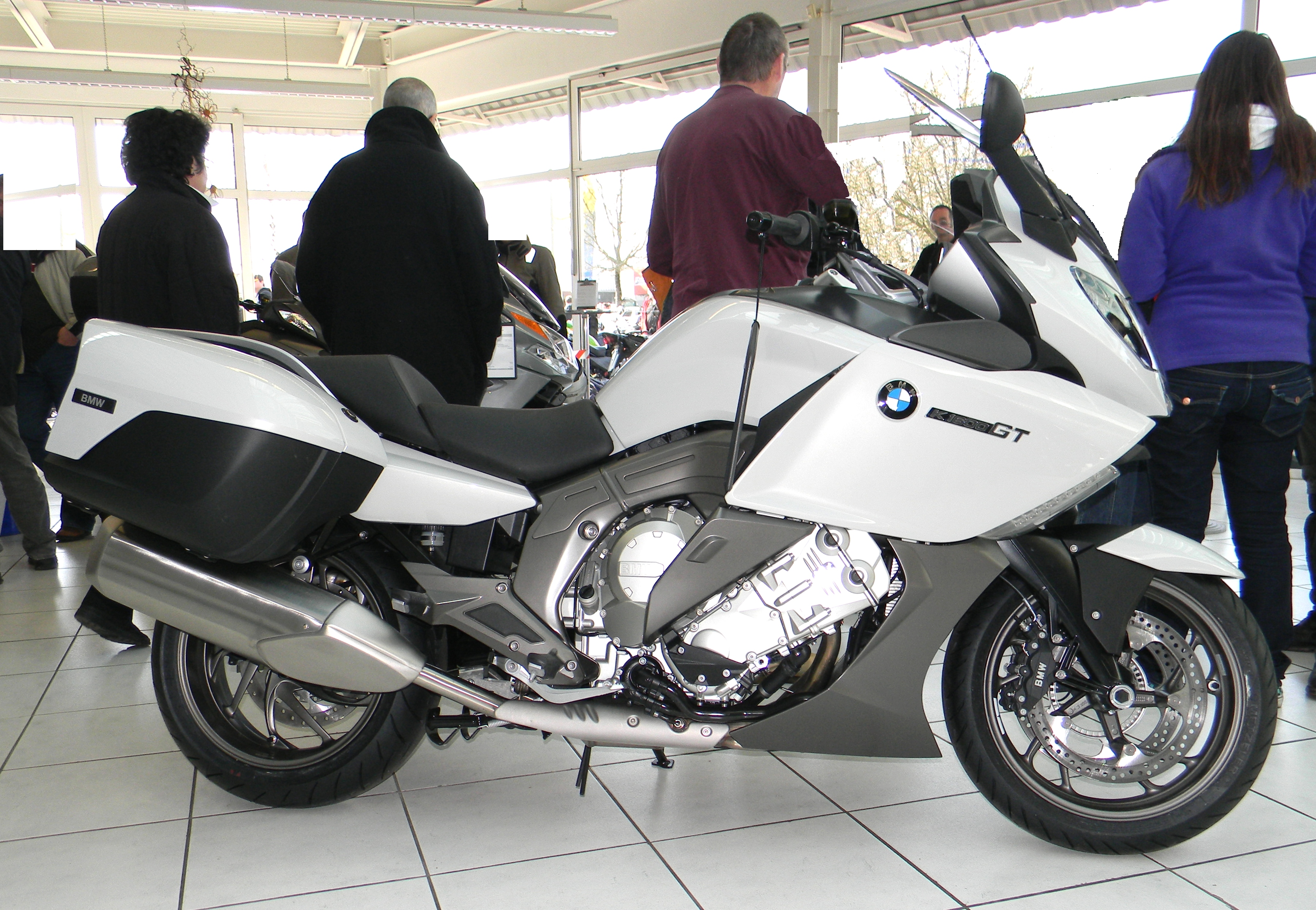
BMW K 1600 GT

BMW K1600GTL і K1600GT — мотоцикли вперше оголошені компанією BMW Motorrad в липні 2010 року і представлені на "Intermot мотор шоу" в Кельні в жовтні 2010 року. Мотоцикли надійшли у продаж в березні 2011 року. K1600GTL є повнорозмірним мотоциклом класу Tourer, який замінив K1200LT, і призначений, щоб конкурувати з Honda Gold Wing. K1600GT є мотоцикл класу Sport Tourer, аналогічний існуючому K1300GT і попередньому K1200GT.
В 2011 визнаний як Найкращий мотоцикл року.